# جون بيكيت (شخصية أعمال)
جون بيكيت (بالإنجليزية: John Pickett)‏ هو شخصية أعمال أمريكي، ولد في 30 أغسطس 1934.